# Constance Zimmer

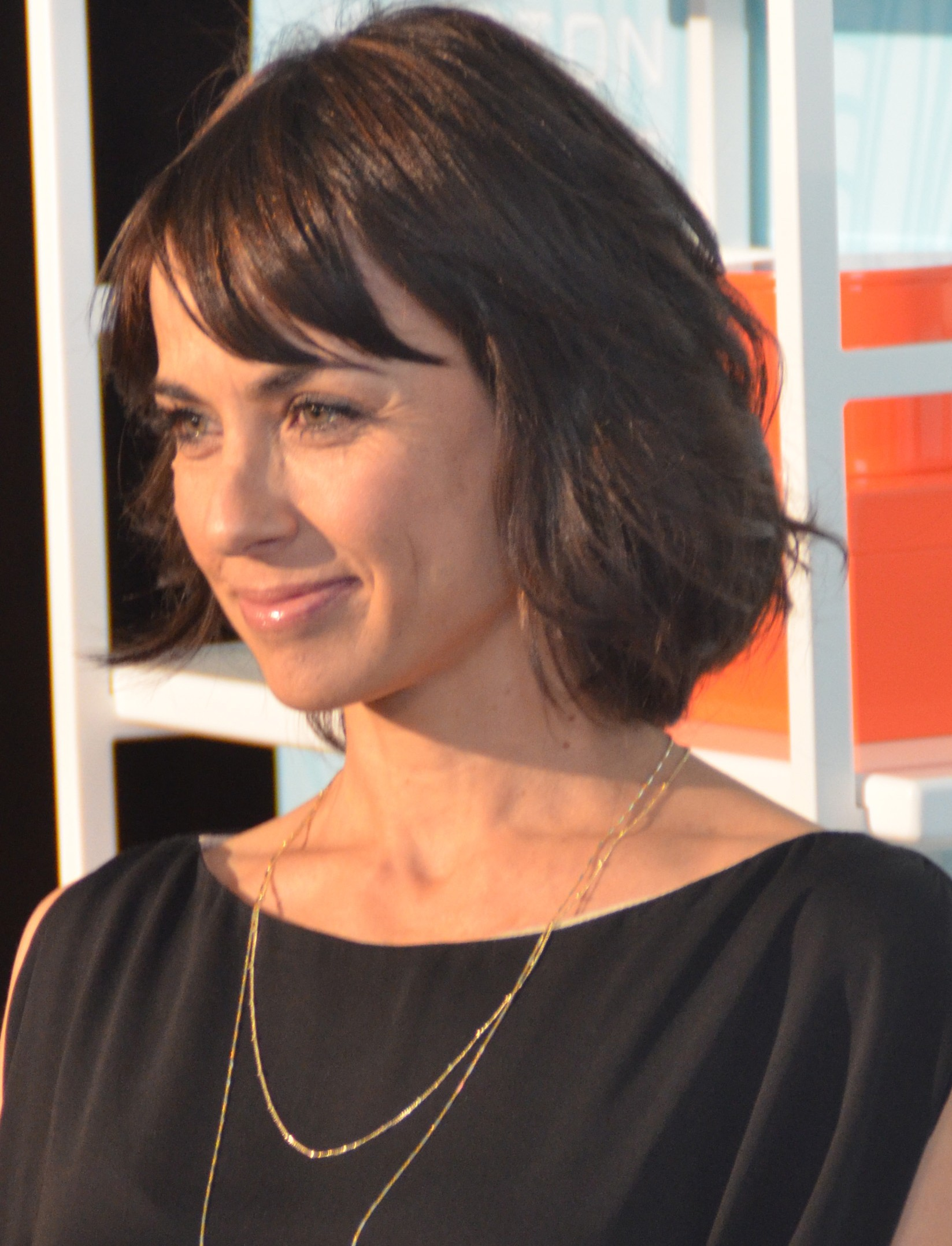
Constance Zimmer (2014)

Constance A. Zimmer (* 11. Oktober 1970 in Seattle, Washington) ist eine US-amerikanische Schauspielerin.

## Leben und Karriere
Nach der Highschool studierte Constance Zimmer an der American Academy of Dramatic Arts in Pasadena.
Zimmers Karriere begann mit einigen Engagements für Werbespots. Es folgten erste kleinere Gastauftritte in den Fernsehserien Seinfeld, Akte X und King of Queens. Größere Rollen über längere Zeiträume erhielt sie schließlich in den Serien In Justice, Boston Legal und Entourage. Sie trat außerdem in einigen Independentfilmen auf. Im Mai 2012 übernahm sie die Hauptrolle in Danny DeVitos post-apokalyptischem Thriller St. Sebastian. 2013 spielte sie außerdem in der Serie Grey’s Anatomy mit.
Zimmer ist seit 2010 mit dem Regisseur Russ Lamoureux verheiratet. Am 5. Januar 2008 bekam das Paar sein erstes gemeinsames Kind, eine Tochter.

## Filmografie (Auswahl)
- 1994: Babylon 5 (Fernsehserie, Folge 1x21)
- 1997: Ellen (Fernsehserie, Folge 5x05)
- 1998: Senseless
- 1997: Auf schlimmer und ewig (Unhappily Ever After, Fernsehserie, Folge 4x09)
- 1998: King of Queens (The King of Queens, Fernsehserie, Folge 1x12)
- 1998: Hang Time (Fernsehserie, Folge 4x15)
- 1998: Jenny (Fernsehserie, Folge 1x17)
- 1999: Warm Blooded Killers
- 1999: Diagnose: Mord (Diagnosis Murder, Fernsehserie, Folge 5x19)
- 1999–2000: X-Factor: Das Unfassbare (Beyond Belief: Fact or Fiction, Fernsehserie, 2 Folgen)
- 2000: Akte X – Die unheimlichen Fälle des FBI  (The X-Files, Fernsehserie, Folge 7x13)
- 2001: Farewell, My Love
- 2001: Philly (Fernsehserie, Folge 1x06)
- 2001: The Fighting Fitzgeralds (Fernsehserie, 5 Folgen)
- 2002: Home Room
- 2000–2001: Der Club der nicht ganz Dichten (The Trouble with Normal, Fernsehserie, 4 Folgen)
- 2002–2004: Good Morning, Miami (Fernsehserie, 39 Folgen)
- 2003: Mystery Woman (Fernsehfilm)
- 2004: Cooking Lessons (Fernsehfilm)
- 2004: New York Cops – NYPD Blue (NYPD Blue, Fernsehserie, Folge 12x01)
- 2004–2005: Die himmlische Joan (Joan of Arcadia, Fernsehserie, 11 Folgen)
- 2005: Just Pray
- 2005–2011: Entourage (Fernsehserie, 21 Folgen)
- 2006: In Justice (Fernsehserie, 13 Folgen)
- 2006–2007: Boston Legal (Fernsehserie, 20 Folgen)
- 2007: Chaos Theory
- 2007: AmericanEast
- 2009: Pushing Daisies (Fernsehserie, Folge 2x11)
- 2009: Demoted
- 2011: Royal Pains (Fernsehserie, Folge 3x10)
- 2011: Love Bites (Fernsehserie, 8 Folgen)
- 2012: The Babymakers
- 2013: Grey’s Anatomy (Fernsehserie, 5 Folgen)
- 2013: The Newsroom (Fernsehserie, 5 Folgen)
- 2013–2014, 2016, 2018: House of Cards (Fernsehserie, 19 Folgen)
- 2014: Hot in Cleveland (Fernsehserie, Folge 2x01)
- 2014: Growing Up Fisher (Fernsehserie, 3 Folgen)
- 2014–2017: Transformers: Robots in Disguise (Fernsehserie, 68 Folgen, Stimme)
- 2015: Entourage
- 2015: Results
- 2015: Complications (Fernsehserie, 3 Folgen)
- 2015: Marvel’s Agents of S.H.I.E.L.D. (Fernsehserie, 7 Folgen)
- 2015–2016: Maron (Fernsehserie, 2 Folgen)
- 2015–2018: UnREAL (Fernsehserie, 38 Folgen)
- 2016: Run the Tide
- 2016–2018: BoJack Horseman (Fernsehserie, 4 Episoden, Stimme)
- 2017: Angie Tribeca – Sonst nichts! (Angie Tribeca, Fernsehserie, Folge 3x06)
- 2018: Mom (Fernsehserie, Folge 6x03)
- 2018–2019: A Million Little Things (Fernsehserie, 3 Folgen)
- 2019: Wonder Woman: Bloodlines (Stimme)
- 2019–2020: Shameless (Fernsehserie, 5 Folgen)
- 2020: Condor (Fernsehserie, 8 Folgen)
- 2020: The Shadow Diaries (Podcast, 11 Folgen, Stimme)
- 2021–2022: Good Trouble (Fernsehserie, 18 Folgen)
- 2022: Big Sky (Fernsehserie, 9 Folgen)
- 2022: The Calling (Fernsehserie, 4 Folgen)
- 2023: Shelter – Der schwarze Schmetterling (Harlan Coben's Shelter, Fernsehserie, 8 Folgen)

## Auszeichnungen
Zimmer bekam den Drama-Logue Award in der Kategorie Beste Schauspielerin für ihren Auftritt in dem Theaterstück Catholic School Girls.